# This Is a Long Drive for Someone with Nothing to Think About
This Is a Long Drive for Someone with Nothing to Think About är det första fullängdsalbumet av det amerikanska indierockbandet Modest Mouse. 
Det släpptes genom Up Records den 16 april 1996 på både CD och vinyl. Vinylutgåvan innehåller två bonusspår; "Edit the Sad Parts" och "A Manic Depressive Named Laughing Boy". Albumet spelades in i Olympia, Washington. 

## Låtlista
| Nr  | Titel                                | Längd |
| --- | ------------------------------------ | ----- |
| 1.  | Dramamine                            | 5:42  |
| 2.  | Breakthrough                         | 4:06  |
| 3.  | Custom Concern                       | 4:28  |
| 4.  | Might                                | 1:31  |
| 5.  | Lounge                               | 6:33  |
| 6.  | Beach Side Property                  | 6:59  |
| 7.  | She Ionizes & Atomizes               | 4:21  |
| 8.  | Head South                           | 4:22  |
| 9.  | Dog Paddle                           | 2:02  |
| 10. | Novocain Stain                       | 3:42  |
| 11. | Tundra/Desert                        | 5:24  |
| 12. | Ohio                                 | 6:01  |
| 13. | Exit Does Not Exist                  | 4:57  |
| 14. | Talking Shit About a Pretty Sunset   | 5:50  |
| 15. | Make Everyone Happy/Mechanical Birds | 6:04  |
| 16. | Space Travel is Boring               | 1:53  |